# Internazionali Femminili di Palermo 2005
Internazionali Femminili di Palermo 2005 - жіночий професійний тенісний турнір, що проходив на відкритих кортах з ґрунтовим покриттям в Палермо (Італія). Турнір відбувсь увісімнадцяте. Належав до турнірів 4-ї категорії в рамках Туру WTA 2005. Відбувся з 18 до 24 липня 2005 року. Третя сіяна Анабель Медіна Гаррігес виграла свій другий підряд і третій загалом титул на цьому турнірі, й отримала 22 тис. доларів США.

## Фінальна частина

### Одиночний розряд
- Анабель Медіна Гаррігес —  Клара Коукалова, 6–4, 6–0

Для Медіни Гаррігес це був 2-й титул в одиночному розряді за рік і 4-й - за кар'єру.

### Парний розряд
- Джулія Казоні /  Марія Коритцева —  Клаудія Янс /  Алісія Росольська, 4–6, 6–3, 7–5

Для Казоні це був 3-й титул в парному розряді за кар'єру, для Коритцевої - 1-й.